# Skępe
Skępe – miasto w Polsce w województwie kujawsko-pomorskim, w powiecie lipnowskim, siedziba gminy miejsko-wiejskiej Skępe. Położone na Pojezierzu Dobrzyńskim na historycznej Ziemi Dobrzyńskiej. Od 1937 przez miasto biegnie linia kolejowa nr 27 Toruń – Nasielsk.
W latach 1975–1998 administracyjnie należało do województwa włocławskiego.
Przez miasto przepływa rzeka Mień. Na jego terenie znajdują się również trzy jeziora: Święte, Małe oraz Wielkie.
Skępe uzyskało lokację miejską w 1445 roku, zdegradowane w 1869 roku, ponownie uzyskało prawa miejskie w 1997 roku.

## Kalendarium dziejów miasta
- połowa XII–XIII wiek – na przesmyku pomiędzy obecnymi jeziorami Małym i Wielkim istniał obronny gród.
- 1412 – w posiadanie Skępego wszedł Janusz Kościelecki h. Ogończyk. Dał on początek Kościeleckim ze Skępego i Kościelca.
- 1434–1444 – pierwsza wzmianka o Skępem. Władysław Warneńczyk nadał prawo lokacji na gruntach wsi Skępe miasta. Fakt ten pozwala sądzić, że wieś Skępe istniała znacznie wcześniej i zapewne od początku swojego istnienia należała do rodu Kościeleckich herbu Ogończyk. Brak źródeł pisanych uniemożliwia umiejscowienie powstania Skępego w czasie. Faktem jest, że istniejąca na przesmyku pomiędzy jeziorami osada miała charakter handlowy.
- 1445 – lokacja miasta na prawie chełmińskim, dokonana przez Mikołaja Kościeleckiego (ok. 1410–1479) za pozwoleniem króla Kazimierza Jagiellończyka.
- 1453 – pierwsze wzmianki o skępskiej parafii św. Stanisława.
- 1498 – Mikołaj Kościelecki (biskup chełmski) (1450–1518) wraz z innym Mikołajem Kościeleckim, kasztelanem inowrocławskim, sprowadził do Skępego bernardynów z Koła i rozpoczął budowę kościoła i klasztoru.
- 1511 – za zgodą biskupa płockiego Mikołaj Kościelecki konsekrował klasztor bernardynów
- przełom XVI i XVII wieku – szczyt rozwoju gospodarczego Skępego. Miasto położone przy gościńcu „toruńskim”, z Litwy do Poznania. W 1571 roku mieszczanie skępscy płacą podatek z 230 domów. Pozwala to szacować liczbę ludności w tym okresie na około 1300–1500 mieszkańców. Jak na miasto prywatne było więc ono spore. Prawdopodobnie w tym okresie Skępe było największym ośrodkiem miejskim na Ziemi Dobrzyńskiej. W 1627 roku mieszczanie skępscy uprawiali tysiąc morgów roli.
- 1793 – miasto znalazło się pod zaborem pruskim
- 1807 – miasto w Księstwie Warszawskim
- 1815 – po kongresie wiedeńskim w Królestwie Kongresowym
- 1867 – utrata praw miejskich
- 1939–1945 – podczas okupacji niemieckiej administracja nazistowska zmieniła nazwę miasta na niem. Skempe
- 1997 – odzyskanie praw miejskich

## Demografia

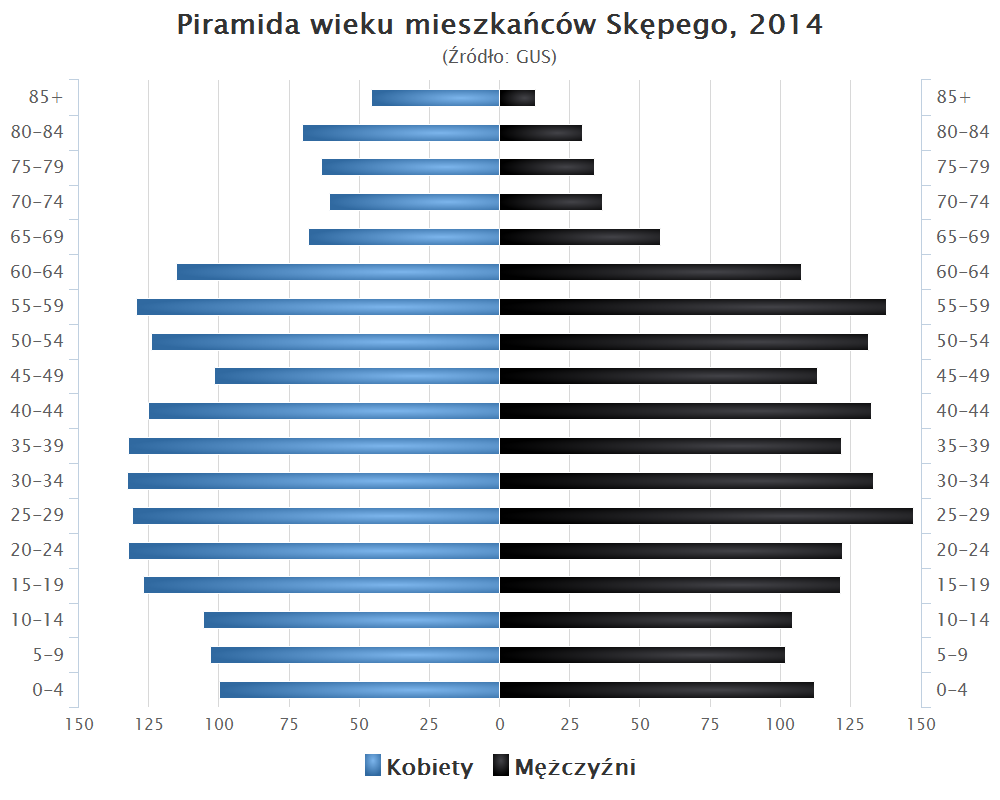
Piramida wieku mieszkańców Skępego w 2014 roku

## Zabytki i obiekty historyczne

### Skępe
- Rynek – czworoboczny plac, położony na wzgórzu. Wytyczony został zapewne w 1. połowie XV wieku, w związku z lokacją miasta. W centralnej części znajduje się fontanna-obelisk, z podobizną koziołka, pochodząca z 1979 roku. Dawniej na rynku znajdowała się murowana karczma z 1. połowy XIX wieku. Została strawiona przez pożar i nie została już odbudowana.
- Domy – najstarsze murowane domy znajdują się w Rynku i pochodzą z końca XVIII wieku. Pozostałe budynki, drewniane, rzadko drewniano-murowane oraz murowane, pochodzą głównie z XIX wieku i początku XX wieku. Przy ulicy Kościelnej, znajduje się także pochodząca z XVIII wieku drewniana chata.
- Grodzisko – średniowieczne, położone nad Jeziorem Wielkim, lokalnie nazywane jest Okopem. Chronologia użytkowania obiektu określana jest na wieki od XI do XIII. W 1958 roku zostało poważnie zniszczone wskutek budowy amfiteatru.
- Wzgórze po dawnym kościele farnym św. Stanisława. Obecnie wznosi się tu nowoczesny kościół – siedziba parafii Miłosierdzia Bożego. Świątynia św. Stanisława funkcjonowała niewątpliwie od połowy XV wieku (1453 – pierwsza wzmianka o parafii). W 1777 roku do przejęcia parafii skępskiej zmuszeni zostali wymyslińscy Bernardyni. W latach 1818–1820 pozostałości kościoła zostały rozebrane. Do niedawna w opisywanym miejscu znajdowała się drewniana dzwonnica, pamiętająca zapewne ostatni kościół św. Stanisława. Została rozebrana w związku z budową obecnego kościoła.

### Wymyślin

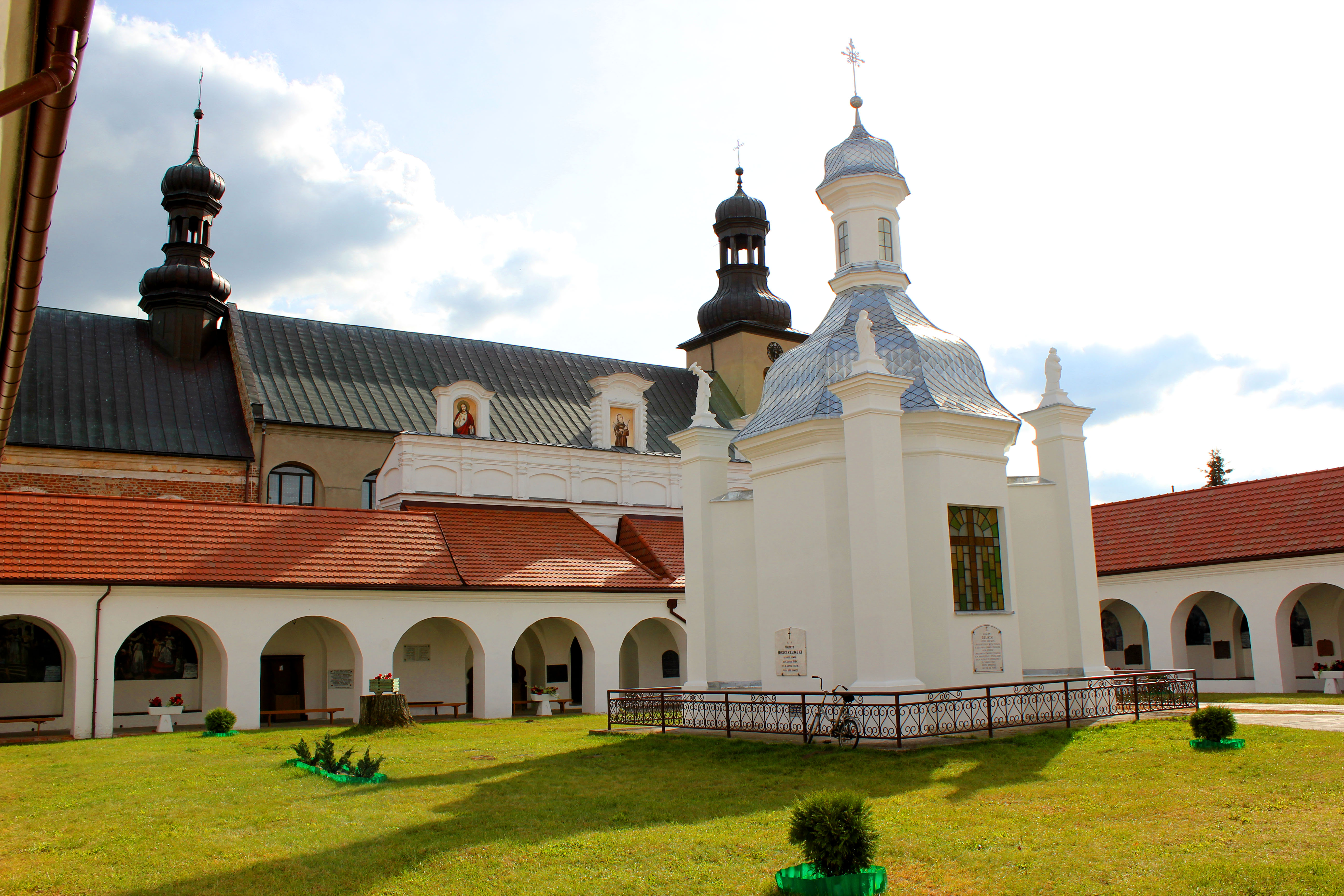
Czworoboczny dziedziniec klasztorny z krużgankami, wzniesiony w latach 1725–1732 w stylu barokowym

- Bernardyński zespół klasztorny, w którego skład wchodzą:
  - kościół Zwiastowania NMP – wzniesiony z cegły w latach 1508–1510. W pierwotnym założeniu świątynia reprezentowała styl późnogotycki. W związku z późniejszymi przebudowami została znacznie zbarokizowana, wzbogacając się polichromiami Żebrowskiego. W 1749 r. wzniesiono barokową, pięciokondygnacyjną wieżę z hełmem oraz tarczą zegarową. W ołtarzu głównym kościoła znajduje się otoczona szczególnym kultem, koronowana figura Matki Bożej Skępskiej
  - klasztor – murowany, wzniesiony w latach 1506–1510. Liczne przebudowy sprawiły, że kompleks klasztorny nie posiada wyraźnych cech stylowych. Sam zrąb fundamentów posiada cechy późnogotyckie.
  - kompleks czworobocznego tzw. dziedzińca odpustowego, z krużgankami, wzniesiony w latach 1725–1732 w stylu barokowym.
  - kaplica św. Barbary, wzniesiona w 1. połowie XVIII wieku pośrodku dziedzińca odpustowego, jako grobowa rodziny Zielińskich.
  - spichlerz klasztorny z XVIII wieku. Przekształcony w końcu lat 30. XX wieku.
- Borek skępski – pozostałość dawnej puszczy mazowieckiej. Ów park-las posiada powierzchnię około 10 hektarów. Jest to nie tylko miejsce ciekawe przyrodniczo (zespół ok. 50 gatunków drzew, również egzotycznych, takich jak m.in. kasztanowiec biały, leszczyna turecka czy jałowiec chiński), posiada ono również długą historię, gdyż jest ono związane z sanktuarium skępskim od początku jego istnienia.
  - Kaplica „na Borku”, wzniesiona przed 1755, w związku z koronacją figury Matki Boskiej Skępskiej w 1755. Murowana, otynkowana, posiada skromne cechy baroku. W latach okupacji hitlerowskiej została zniszczona przez Niemców. Odbudowa miała miejsce w 1947 roku.
- Interesujące zabytkowe domy, przeważnie drewniane, pochodzące z przełomu XIX/XX wieku.
- Kompleks dawnego zajazdu klasztornego, wzniesiony w 1 połowie XIX wieku, przy głównym placu Wymyślina. Budynki są murowane, z cegły, reprezentujące styl klasycystyczny. Budynek główny został wzniesiony w 1826 roku. W 1840 roku powstały kolejne skrzydła (budynki gospodarcze oraz dwie oficyny). Do dzisiejszych czasów pozostał tylko budynek główny i jedna z oficyn.
- Okazały drewniany budynek, w formie dworu, przy ulicy Klasztornej, obecnie własność Nadleśnictwa Skrwilno. Obiekt wzniesiony został na początku XIX wieku; jest on konstrukcji zrębowej. W latach 1903 oraz 1933 miały miejsce dwie poważniejsze przebudowy[4].

## Galeria

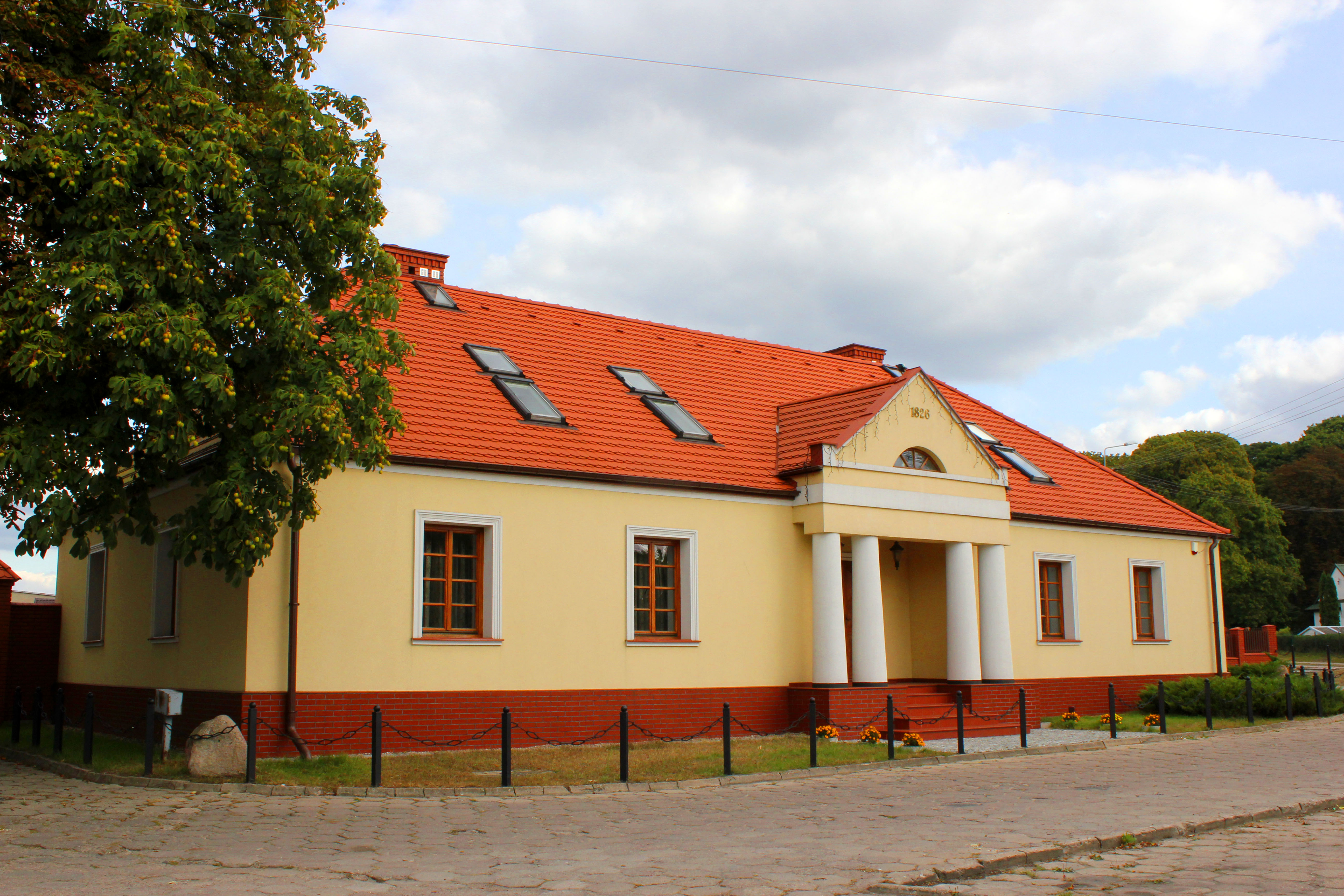
Zajazd Pod Kasztanami
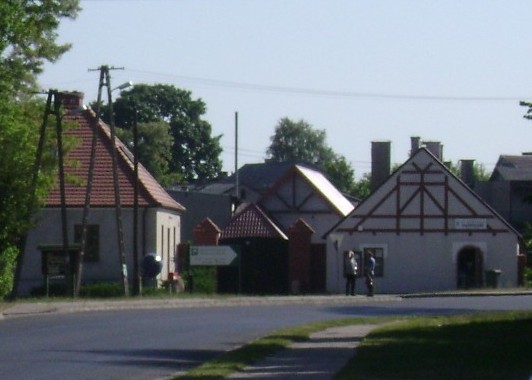
Zabudowa miasta
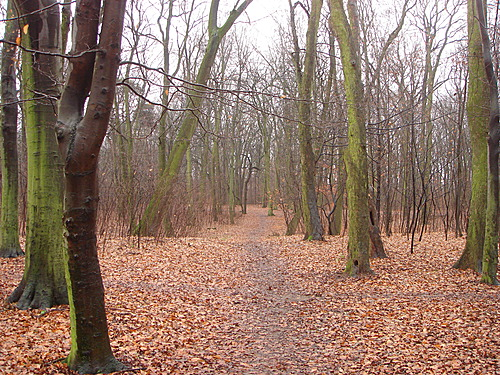
Park w Skępem
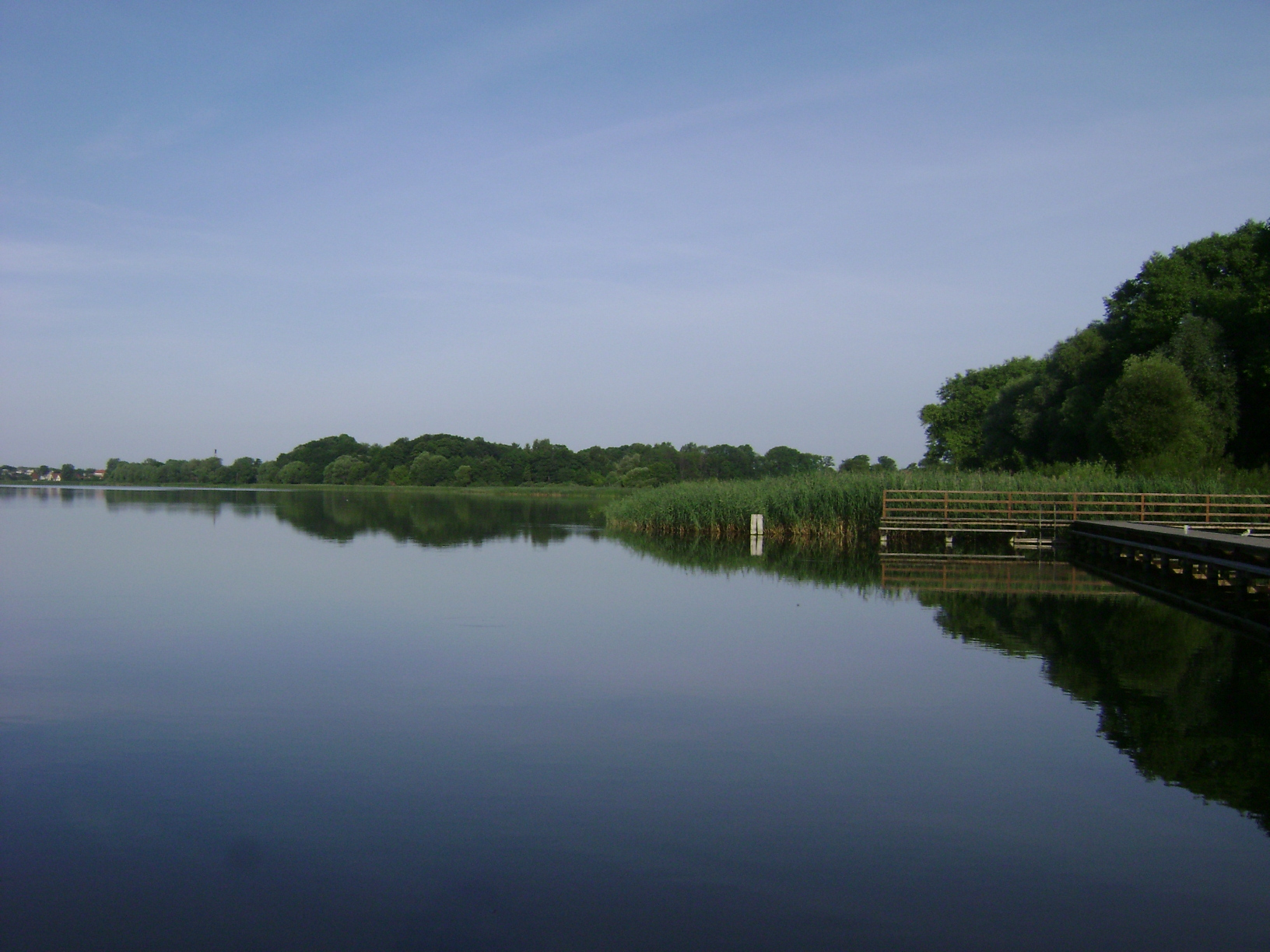
Jezioro Skępe Wielkie
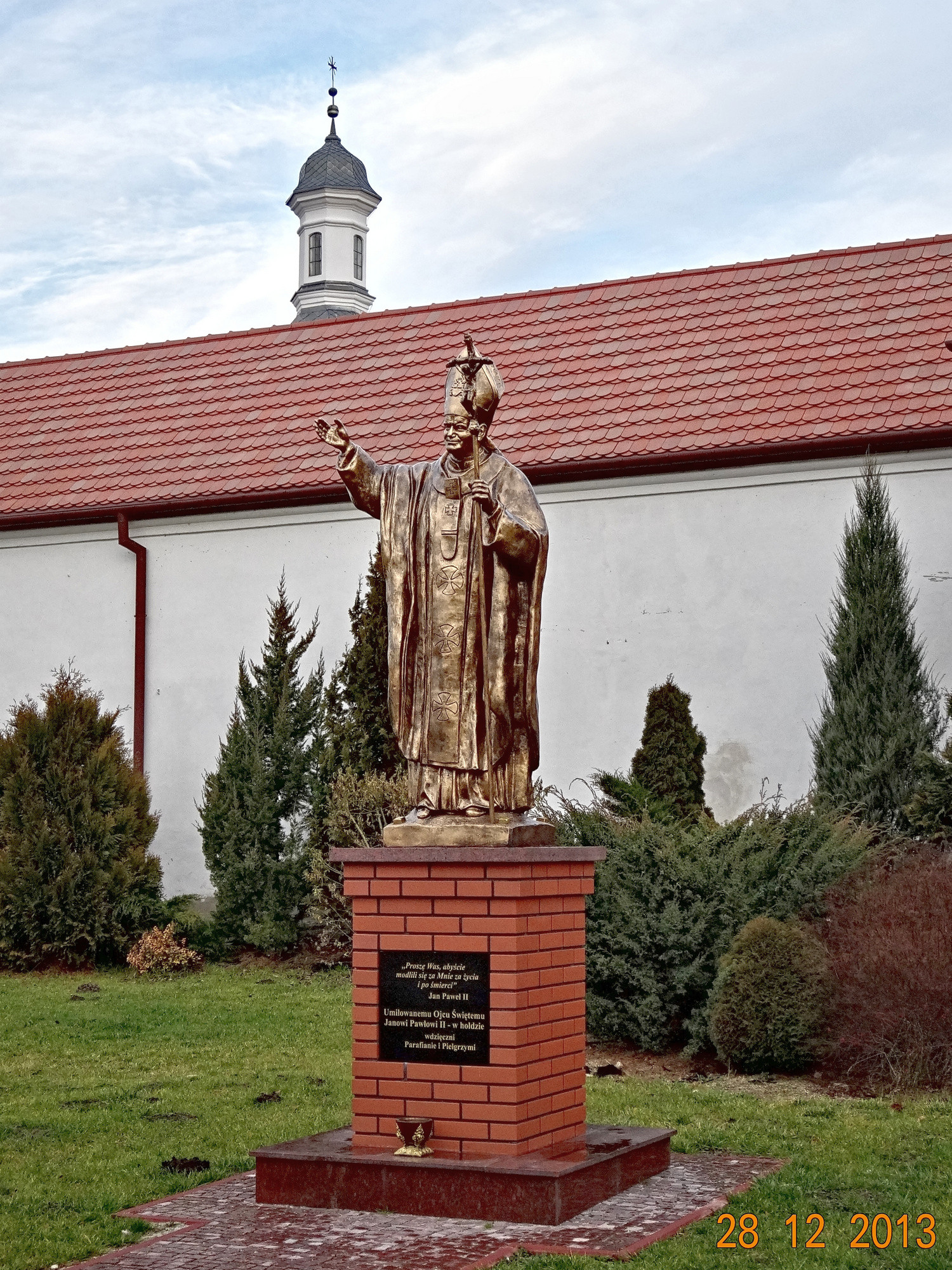
Pomnik Jana Pawła II